# Kelley Deal
Kelley Deal, född 10 juni 1961 i Dayton, Ohio, är en amerikansk gitarrist, ledande gitarrist i The Breeders och tvilling till musikern Kim Deal.

## Biografi
Kelley föddes elva minuter före sin syster ("Så allt Kim vet, har hon lärt från mig" - Kelley). Tvillingarna växte upp i Huber Heights, en förort till Dayton. Vid tretton års ålder började Kelley experimentera med droger, medan hennes syster var cheerleader. Systrarna bildade det som kom att bli början på The Breeders under de sena tonåren med Kim på akustisk gitarr, Kelley på bas, och båda tjejerna vid sång. De hade båda möjligheten att vara med i The Pixies under mitten av 1980-talet, med Kim på bas och Kelley på trummor. Kim fortsatte i Pixies medan Kelley flyttade till Kalifornien. medan Kim fortsatte som musiker levde Kelley sitt liv med datorprogrammering och catering, medan hon blev mer och mer involverad i droger.

## The Breeders
År 1989 formades nästa del av vad som blev The Breeders, med Kim och Tanya Donelly (gitarrist från Throwing Muses. Kim spelade rytmgitarr och sjöng, Tanya spelade gitarr, Josephine Wiggs spelade bas och en ung headbangare från Kentucky, Brit Walford (aka Shannon Doughton, aka Mike Hunt) spelade trummor. Kelley blev tillfrågad om hon ville spela med på bandets debut, P.O.D., men hon fick inte ledigt från jobbet.
År 1992 blev Kelley tredje gitarrist i bandet, fastän hon inte visste riktigt hur man spelade. Safari EP var den första inspelningen Kelley medverkade på. Tanya lämnade The Breeders för att bilda Belly ett kort tag efter Safari EP:n, precis som Brit. Kim föreslog Kelley att bli gruppens nya trummis. Kelley insisterade på att hon ville vara ledande gitarrist istället. Kim gav henne en snabbkurs i alla gruppens låtar. Kelley lärde sig dessa snabbt och lärde sig snart alla de främsta gitarrspelen på P.O.D.-albumet och de nya delarna på albumet de skulle spela in, Last Splash. En ny trummis från Dayton, Jim MacPherson, gick med i gruppen. Last Splash släpptes år 1993, och gruppen turnerade med att öppna för Nirvana och fick även vara med på Lollapaloozaturnén år 1994. Under turneringen blev Kelleys drogmissbruk värre. Hon började med heroin mer intensivt än tidigare. De andra oroade sig inte för detta.

## Rehabilitering och pånyttfödelse
År 1995 blev hon involverad i en polisrazzia. Hon skickades till rehabilitering på ett fängelse. Efter rehabiliteringen startade hon Kelley Deal 6000. Bandet skulle från början kallas Solid State, men en annan grupp hette redan det. Under rehabiliteringen fick hon mycket inspiration och började skriva egna låtar, några låtar som kom med på hennes egna soloprojekt. Kelley bodde i Minneapolis när Kim kom tillbaka till Dayton och spelade i sitt nya band The Amps.
Kelley var med och grundade Last Hard Men med Skid Row–sångaren Sebastian Bach, The Smashing Pumpkins–trummisen Jimmy Chamberlin och Jimmy Flemion från the Frogs. Kelley spelade bas i bandet och de spelade in ett album år 1997. Albumet släpptes inte förrän 2001 eftersom inget skivbolag ville ge ut det.
Trots detta släpptes Kelley Deal 6000 två album på Kelleys Nice Records, Go To the Sugar Altar år 1996 och Boom! Boom! Boom! år 1997.
Kelley och Kim återförenades under det sena 1990-talet och spelade in nya demos för Breeders. Med en ny uppsättning släppte de Title TK år 2002. Title TK innehåller tre låtar inspelade 1999, när Deal-systrarna spelade alla instrument.

## Nutid
Breedersprojektet har idag ett uppehåll eftersom Kim spelar med Pixies. Kelley började också turnera med Pixies, men som assistent åt Kim. Kelley kan ofta synas på scen under Pixieskonserter. Hon har också filmat vissa delar av turnéerna, vilka finns med på Pixiesdokumentären, loudQUIETloud. Hon medverkar även som sig själv på en film.